# Mihăiești (okręg Alba)
Mihăiești – wieś w Rumunii, w okręgu Alba, w gminie Bistra. W 2011 roku liczyła 47 mieszkańców.